# 762 Pulcova
762 Pulcova là một tiểu hành tinh ở vành đai chính. Nó được xếp loại tiểu hành tinh kiểu C, có bề mặt tối và thành phần cấu tạo bằng vật liệu cacbonat. Pulcova có đường kính là 137 km,.
Tiểu hành tinh này do Grigoriy N. Neujmin phát hiện ngày 3.9.1913, ở đài thiên văn Pulkovo, gần Sankt-Peterburg, và được đặt tên theo đài thiên văn này.

## Vệ tinh
Ngày 22.2.2000, các nhà thiên văn học ở đài thiên văn Canada-Pháp-Hawaii trên núi Mauna Kea, (Hawaii), đã phát hiện một vệ tinh nhỏ, có đường kính là 15 km di chuyển theo quỹ đạo quanh Pulcova ở khoảng cách 800 km. Vệ tinh này có cấp sao biểu kiến 4, mờ hơn tiểu hành tinh. Đây là một trong số vệ tinh của tiểu hành tinh đầu tiên được nhận diện.

## Tỷ trọng
Trong năm 2000, Merline ước tính Pulcova có tỷ trọng là 1,8 g/cm³, như vậy nó đặc chắc hơn các tiểu hành tinh kép 45 Eugenia và 90 Antiope. Nhưng các ước tính của Marchis năm 2008 đưa ra giả thuyết là tỷ trọng của nó chỉ bằng 0,90 g/cm³, cho thấy có thể nó là đống sa khoáng mảnh vụn nén với nhau rời rạc, chứ không phải một thiên thể bằng đá.